# دينيز أوزلم
دينيز أوزلم (بالتركية: Deniz Özlem)‏ هو لاعب كرة قدم تركي في مركز حراسة المرمى، ولد في 16 أبريل 1986 في Momchilgrad ‏ في بلغاريا. لعب مع بورصة سبور.